# Saint-Cyprien (Pireneje Wschodnie)
Saint-Cyprien – miejscowość i gmina we Francji, w regionie Oksytania, w departamencie Pireneje Wschodnie. Nazwa miejscowości pochodzi od imienia św. Cypriana.
Według danych na rok 1990 gminę zamieszkiwały 6892 osoby, a gęstość zaludnienia wynosiła 436 osób/km² (wśród 1545 gmin Langwedocji-Roussillon Saint-Cyprien plasuje się na 37. miejscu pod względem liczby ludności, natomiast pod względem powierzchni na miejscu 507.).

## Zabytki
Zabytki na terenie gminy posiadające status monument historique:
- kościół św. Szczepana de Vilarasa (Église Saint-Étienne de Vilarasa)

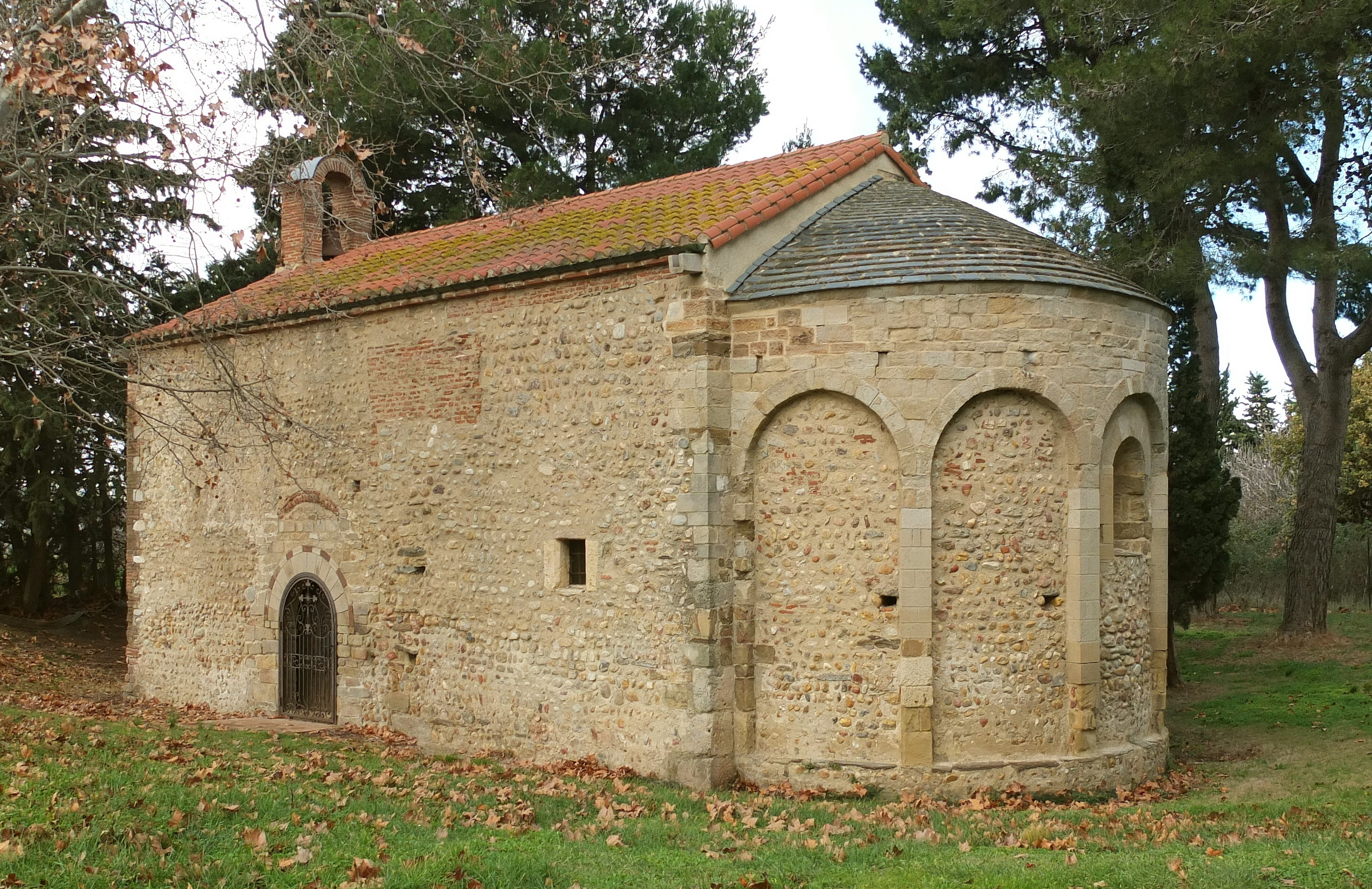
Kościół św. Szczepana de Vilarasa (2016)

## Populacja

Populacja Saint-Cyprien w latach 1962-2008